# 崔天凯
崔天凯（1952年10月—），男，浙江宁波人，生于上海，中华人民共和国大使衔职业外交官，曾任外交部副部长、驻美国特命全权大使。

## 生平
崔天凯中学就读于上海外国语学院附属中学。1974年至1977年，崔天凯就读于上海师范大学（今华东师范大学）外语系英语专业，毕业後留校任教一年。1978年至1979年，他再次進入上海师范大学，成為一外语系研究生。1979年，他進入了北京外国语学院的联合国译员培训班，以研究生身分深造兩年。
1981年畢業後，崔天凯服務於纽约联合国秘书处会议服务司中文处，擔任翻譯員。1984年，崔天凯加入中华人民共和国外交部，歷任随员、三等秘书。
1986年，崔天凯赴美國華盛頓的约翰·霍普金斯大学约翰·霍普金斯大学高级国际关系学院學習，並在翌年获得国际公共政策硕士学位。
1987年至1996年，崔天凯先后担任外交部国际司副处长、处长、参赞。1996年至1997年，他調至外交部新闻司，擔任副司长及外交部发言人。
1997年，崔天凯獲委任為中华人民共和国常驻联合国代表团公使銜參贊，再次在聯合國服務。
1999年，崔天凯被調回國，出任外交部政策研究室常务副主任，2001年升為主任。2003年至2006年，他担任外交部亚洲司司长。
2006年1月，崔天凯出任外交部部长助理。
2007年9月接替回國出任外交部黨委書記、副部長的王毅为中国驻日本大使，並於11月2日向日本天皇明仁呈上國書。
2009年1月任滿回國，出任外交部副部长。
2013年4月接替回國復任外交部副部长的張業遂，擔任第十任驻美国特命全权大使。
在2021年4月已有其即将离任的报道，但中美双方都拒绝置评，同年6月21日在使馆网站发表辞别信，宣布近日离任回国。崔天凯在任8年是自1979年中美建交以来任期最长的驻美大使，其任期历经巴拉克·奥巴马、唐纳德·特朗普、乔·拜登三任美国总统。
崔天凯亦为华东师范大学校友会理事会顾问，华东师范大学日本校友会名誉会长。

## 相关事件

### 陈光诚事件
据美国前国务卿希拉里·克林顿自传，崔天凯为2012年陈光诚事件中的中方主要谈判代表。在希拉里抵达中国的前夕，崔天凯代表中方与美方达成初步协议。在美方向中方提议将陈光诚送到中国大学学习法律后，崔天凯看到美方的建议名单包括其母校华东师范大学而感到不满。在陈光诚改变主意决定离开中国之后，希拉里与时任国务委员戴秉国达成新的协议允许陈光诚赴美國留学。其后崔天凯负责与美方代表时任助理国务卿坎贝尔共同制定方案细节。

### 仿冒推特账号事件
2018年8月，美国社交网站推特上出现了一个以“Cui Tiankai”为名，并以崔天凯照片为头像的账号，还发表了几条相关推文，但中国驻美大使馆于8月19日表示，崔天凯并没有开通推特账号。此账号随后被冻结。